# Rodrigo Escobar Aristizábal
Rodrigo Escobar Aristizábal (* 10. Februar 1939 in Pensilvania, Caldas) ist Altbischof von Girardot.

## Leben
Rodrigo Escobar Aristizábal empfing am 15. August 1963 die Priesterweihe. Papst Johannes Paul II. ernannte ihn am 21. Mai 1982 zum Bischof von Girardot.
Der Erzbischof von Manizales, José de Jesús Pimiento Rodriguez, spendete ihm am 14. August desselben Jahres die Bischofsweihe; Mitkonsekratoren waren Augusto Trujillo Arango, Erzbischof von Tunja, und Rodrigo Arango Velásquez PSS, Weihbischof in Medellín.
Von seinem Amt trat er am 17. September 1987 zurück.